# Lachlan (fiume)
Il Lachlan è un fiume australiano. In particolare, è uno dei fiumi più importanti del Nuovo Galles del Sud.
La sua sorgente si trova nelle montagne centrali del Nuovo Galles del Sud, facenti parte della Grande Catena Divisoria, 13 chilometri a est di Gunning.